# Santa Tereza (kommun i Brasilien)
Santa Tereza är en kommun i Brasilien.   Den ligger i delstaten Rio Grande do Sul, i den södra delen av landet, 1 500 km söder om huvudstaden Brasília. Antalet invånare är 1 717. Arean är 72 kvadratkilometer.
Terrängen i Santa Tereza är kuperad.
I omgivningarna runt Santa Tereza växer i huvudsak städsegrön lövskog. Runt Santa Tereza är det ganska glesbefolkat, med 24 invånare per kvadratkilometer.